# Solanum robustum
Solanum robustum là loài thực vật có hoa trong họ Cà. Loài này được H.L. Wendl. miêu tả khoa học đầu tiên năm 1844.